# Reina (Hiszpania)
Reina – gmina w Hiszpanii, w prowincji Badajoz, w Estramadurze, o powierzchni 72,43 km². W 2011 roku gmina liczyła 194 mieszkańców.